# Farkosbéka
A farkosbéka (Ascaphus truei) a kétéltűek (Amphibia) osztályába,  a békák (Anura) rendjébe és a farkosbékafélék (Ascaphidae) családjába tartozó faj.

## Előfordulása
Az Amerikai Egyesült Államokhoz tartozó Washington állam területén honos. Hegyvidéki patakok, vagy azok közelében található.

## Megjelenése
Egyetlen rokonával a hegyi farkosbékával (Ascaphus montanus) együtt a Ascaphus nemhez tartozó faj, melynek teste meglett állapotában is farokban, helyesebben farokszerű függelékben végződik. Testhossza 2,5-5 centiméter.

## Életmódja
Tápláléka gerinctelen állatokból áll.

## Szaporodása
Petéit kövek alá rakja, kocsonyás burokban.